# Amt Banzkow
Urząd Banzkow (niem. Amt Banzkow) – dawny Związek Gmin w Niemczech, w kraju związkowym Meklemburgia-Pomorze Przednie, w powiecie Ludwigslust-Parchim. Siedziba związku znajdowała się w miejscowości Banzkow.
W skład związku wchodziły trzy gminy:
1. Banzkow
2. Plate
3. Sukow

1 stycznia 2014 związek został rozwiązany a jego gminy weszły w skład nowo powstałego Związku Gmin Crivitz.